# Emil Aloysius Wcela
Emil Aloysius Wcela (* 1. Mai 1931 in Bohemia, New York; † 21. Mai 2022 in Ronkonkoma, New York) war ein US-amerikanischer Geistlicher und Weihbischof in Rockville Centre.

## Leben
Emil Wcela empfing nach seiner theologischen Ausbildung am St. Francis College in Brooklyn und am Priesterseminar der Unbefleckten Empfängnis in Huntington am 19. März 1960 die Priesterweihe für das Bistum Brooklyn. Er war zunächst an der Kirche Maria–Regina in Seaford tätig und war ab 1959 Latein-Lehrer am St.–Pius–X.–Vorbereitungsseminar. Parallel war Wcela Kaplan des Newman Club an der Hofstra University in Hempstead auf Long Island. Nach einem Studium der klassischen Philologie an der Fordham University in New York City wurde er 1961 zu einem Semitistik- und Theologiestudium an die Katholische Universität von Amerika in Washington, D.C. und anschließend zu einem Studium der Heiligen Schriften an das Päpstliche Bibelinstitut in Rom sowie der École biblique et archéologique française de Jérusalem geschickt.
1965 wurde Wcela als Dozent an das Priesterseminar Immaculate Conception in Huntington berufen, wo er von 1973 bis 1979 auch als Regens tätig war. Von 1969 bis 1975 war er außerdem Leiter des Programms für die Weiterbildung von Priestern. Von 1979 bis 1987 war er zudem Pfarrer der Josefskirche in Garden City. 1988 wurde er zum Gründungspfarrer der Auferstehungskirche in Farmingville ernannt. Parallel hatte er zahlreiche diözesane Aufgaben wahrgenommen. Im Jahr 1980 wurde Wcela von Papst Johannes Paul II. zum Ehrenprälaten (Monsignore) ernannt.
Papst Johannes Paul II. ernannte ihn am 21. Oktober 1988 zum Weihbischof in Rockville Centre und zum Titularbischof von Filaca. Die Bischofsweihe spendete ihm der Bischof von Rockville Centre, John Raymond McGann, am 13. Dezember desselben Jahres in der Kathedrale St.-Agnes in Rockville Centre; Mitkonsekratoren waren die Weihbischöfe in Rockville Centre, Alfred John Markiewicz und James Joseph Daly. Er war Bischofsvikar für das Ostvikariat des Bistums.
Wcela war in mehreren Funktionen für die Bischofskonferenz der Vereinigten Staaten tätig, unter anderem als Mitglied und dann Vorsitzender des Ausschusses für pastorale Praktiken, Verwaltungsrat der NCCB, Ausschuss für die Liturgie und weitere. Er war Autor von sechs Büchern der Bibelstudienreihe „God's Word Today“ sowie von zahlreichen Artikeln und Buchbesprechungen in Publikationen wie The Catholic Biblical Quarterly und The Bible Today.
Am 3. April 2007 nahm Papst Benedikt XVI. sein altersbedingtes Rücktrittsgesuch an.
Hinsichtlich der Diskussion über die Rolle der Frau in der katholischen Kirche vertrat er 2012 in einem Artikel und einem Interview in der Ausgabe von «America», einer Wochenzeitschrift der Jesuiten, die Meinung, dass die Zeit für weibliche Diakone gekommen sein könnte. Weiter schrieb er, dass „die Weihe von Frauen zu Diakonen, die über die notwendigen persönlichen, spirituellen, intellektuellen und seelsorgerischen Qualitäten verfügen, ihrer unverzichtbaren Rolle im Leben der Kirche ein neues Maß an offizieller Anerkennung verleihen würde.“

## Schriften
- Paul the Theologian His Teaching in the Letter to the Romans ( God's Word Today VIII New Study Guide to the Bible), Pueblo Publishing Company 1970
- Paul the pastor: His teaching in the first letter to the Corinthians (His God's word today : a new study guide to the Bible), Pueblo Publishing Company 1976, ISBN 978-0-916134-26-6.
- God's Word Today I (A New Study Guide to The Bible): The Bible: What it is and How it Developed, Pueblo Publishing Company 1976
- Basic beliefs in Genesis and Exodus (His God's word today : a new study guide to the Bible), Pueblo Publishing Company 1976, ISBN 978-0-916134-24-2.
- The Story of Israel: God's People Through the Years, Pueblo Publishing Company 1977
- The Prophets, Pueblo Publishing Company 1980, ISBN 978-0-916134-31-0.